# Soyuz MS-18
Soyuz MS-18 es un vuelo espacial  Soyuz realizado el 9 de abril de 2021 a las 07:42:41 UTC, que transportó a tres miembros de la Expedición 64/65 a la Estación Espacial Internacional. En un principio la tripulación estaba formada por tres cosmonautas rusos, ya que los vuelos estadounidenses en la Crew Dragon comenzaron en 2020 y terminaron con el acuerdo entre Rusia y EE. UU. para la compra de asientos en las Soyuz a partir de 2020. El supuestamente último asiento en una Soyuz comprado por la NASA fue el de la astronauta Kathleen Rubins en la Soyuz MS-17. Más tarde, en marzo de 2021 se confirmaría que Roscosmos y la NASA habían llegado a un acuerdo para incluir a un astronauta estadounidense. Este acuerdo no contempla un intercambio de fondos entre las agencias y será pagado en especie en forma de transporte de tripulaciones a la estación, sustituyendo el astronauta de la NASA, Mark T. Vande Hei al cosmonauta Sergei Korsakov como tercer tripulante, que quedó a la espera de un asiento en otra misión soyuz, que finalmente sería la Soyuz MS-21 en marzo de 2022.

## Tripulación
En mayo de 2020 se reestructuran las tripulaciones de las misiones Soyuz por parte de Roscosmos, pasando a formar parte de la tripulación titular de la MS-17 los cosmonautas Serguéi Rýzhikov y Serguéi Kud-Sverchkov; de la MS-19 el comandante Tijonov y el cosmonauta Andrei Babkin y de la MS-18  Novitsky y  Dubrov. Finalmente el cosmonauta Nikolái Tíjonov, debido a su lesión sufrida en febrero de 2020, se retiró del cuerpo de cosmonautas el 31 de julio de 2020 sin haber viajado al espacio tras ser asignado a 3 misiones (Soyuz MS-04, MS-10 y MS-16), retirado de las dos primeras debido a los retrasos en el módulo Nauka y de la última por su lesión. Su hueco como reserva en la Soyuz MS-18 y titular en la Soyuz MS-19 fue ocupado por el cosmonauta Anton Shkaplerov. En febrero de 2021, Andrei Babkin fue retirado de la tripulación de reserva debido a razones médicas, siendo reemplazado por Oleg Artemyev. El 9 de marzo de 2021 Roscosmos anunció que, a petición de la NASA, se modificaría el programa de vuelo existente para incluir a Mark Vande Hei en lugar de Sergei Korsakov en la tripulación principal y a Anne McClain en lugar de Dmitry Ptelin en la de repuesto.
El aterrizaje de la cápsula ocurrió el 17 de octubre de 2021 a las 04:35 UTC, viajando en su interior y después de 12 días, dos miembros de la tripulación de la Soyuz MS-19, el director de cine Klim Shipenko y la actriz Yuliya Peresild, quienes viajaron a la estación espacial para realizar la grabación de una película el 5 de octubre de 2021, y el comandante de la soyuz Oleg Novitski que suma 191 días en el espacio a su carrera como cosmonauta con un total de 531 días en el espacio. Los otros dos tripulantes, el cosmonauta Dubrov y el astronauta de la NASA, Mark T. Vande Hei fueron transferidos a la Expedición 66 y se quedarán en la ISS, en una misión prolonagada de casi un año (355 días, 4° récord conjunto de permanencia seguida en el espacio), junto con el cosmonauta y comandante de la soyuz, Anton Shkaplerov y que regresaron en la Soyuz MS-19 el 30 de marzo de 2022.
| Puesto               | Miembro de despegue                                         | Miembro de aterrizaje                                             |
| -------------------- | ----------------------------------------------------------- | ----------------------------------------------------------------- |
| Comandante           | Oleg Novitskiy, Roscosmos Expedición 65/66 Tercer vuelo     | Oleg Novitskiy, Roscosmos Expedición 65/66 Tercer vuelo           |
| Ingeniero de vuelo 1 | Pyotr V. Dubrov, Roscosmos Expedición 65/66/67 Primer vuelo | Klim Shipenko, Piervy Kanal Grabar El Reto (Vyzov) Primer vuelo   |
| Ingeniero de vuelo 2 | Mark T. Vande Hei, NASA Expedición 65/66/67 Segundo vuelo   | Yuliya Peresild, Piervy Kanal Grabar El Reto (Vyzov) Primer vuelo |

| Puesto               | Miembro                                   | Miembro                                   |
| -------------------- | ----------------------------------------- | ----------------------------------------- |
| Comandante           | Anton Shkaplerov, Roscosmos Expedición 66 | Anton Shkaplerov, Roscosmos Expedición 66 |
| Ingeniero de vuelo 1 | Oleg Artemyev, Roscosmos                  | Oleg Artemyev, Roscosmos                  |
| Ingeniero de vuelo 2 | Anne McClain, NASA                        | Anne McClain, NASA                        |

## Expansión del Segmento Orbital Ruso

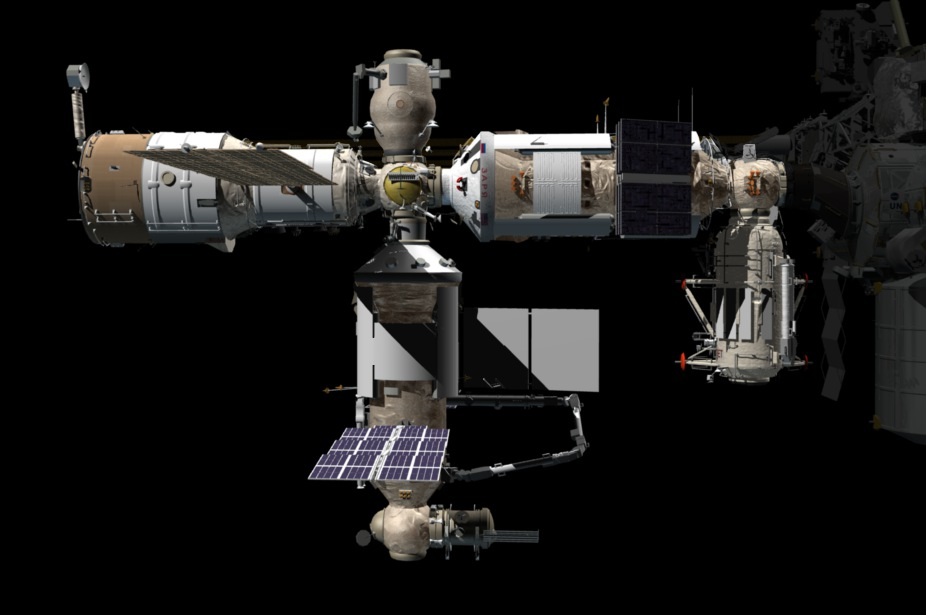
Recreación en 3D del Segmento Orbital Ruso tras el acople del Nauka.

La tripulación de la Soyuz MS-18 llegó en abril de 2021, antes del lanzamiento y acople del Nauka el 15 de julio de 2021. El módulo Prichal fue lanzado posteriormente a la Estación Espacial Internacional en noviembre de 2021 con la Progress M-UM. 
El manifiesto de vuelo de la ISS propuesto por Roscosmos el 4 de febrero de 2021 situaba el lanzamiento del Prichal en noviembre de 2021 y el acople al puerto nadir de Nauka dos días después. Uno de los puertos del Prichal está equipado con un puerto de acople híbrido activo, que permite el acople con el  módulo Nauka. Los cinco puertos restantes son híbridos pasivos, permitiendo el acople de naves Soyuz y Progress, así como módulos más pesados o naves futuras con sistemas de acople modificados.
Está planeada la realización de un paseo espacial por parte de la tripulación de la Soyuz MS-18, tras la llegada del módulo Prichal a la estación espacial. Este paseo espacial se centrará en la configuración inicial del módulo.
El módulo Prichal fue la segunda ampliación del Segmento Orbital Ruso (ROS) en el año 2021.